# Tour du Trentin 2013
La 37e édition du Tour du Trentin a lieu du 16 au 19 avril 2013. La course fait partie du calendrier UCI Europe Tour 2013 en catégorie 2.HC.

## Présentation

### Parcours
Ce Tour du Trentin débute en Autriche, à Lienz, par deux demi-étapes : le sommet d'une ascension de deuxième catégorie est placé à treize kilomètres de l'arrivée le matin, et l'après-midi a lieu un contre-la-montre par équipe. S'ensuivent deux étapes de montagne arrivant au sommet du Vetriolo Terme et de la Sega di Ala, entrecoupées d'une étape de moyenne montagne, dont le sommet de la dernière côte est à seulement seize kilomètres de l'arrivée,.

### Équipes
Classé en catégorie 2.HC de l'UCI Europe Tour, le Tour du Trentin est par conséquent ouvert aux UCI ProTeams dans la limite de 70 % des équipes participantes, aux équipes continentales professionnelles, aux équipes continentales italiennes et à une équipe nationale italienne.
18 équipes participent à ce Tour du Trentin - 6 ProTeams, 11 équipes continentales professionnelles et 1 équipe continentale :
| Nom de l'équipe  | Pays        | Code |
| ---------------- | ----------- | ---- |
| AG2R La Mondiale | France      | ALM  |
| Astana           | Kazakhstan  | AST  |
| BMC Racing       | États-Unis  | BMC  |
| Cannondale       | Italie      | CAN  |
| Lampre-Merida    | Italie      | LAM  |
| Sky              | Royaume-Uni | SKY  |

| Nom de l'équipe             | Pays   | Code |
| --------------------------- | ------ | ---- |
| Ceramica Flaminia-Fondriest | Italie | CEF  |

| Nom de l'équipe              | Pays           | Code |
| ---------------------------- | -------------- | ---- |
| Androni Giocattoli-Venezuela | Italie         | AND  |
| Bardiani Valvole-CSF Inox    | Italie         | BAR  |
| Caja Rural-Seguros RGA       | Espagne        | CJR  |
| CCC Polsat Polkowice         | Pologne        | CCC  |
| Champion System              | Chine          | CSS  |
| Colombia                     | Colombie       | COL  |
| Europcar                     | France         | EUC  |
| MTN-Qhubeka                  | Afrique du Sud | MTN  |
| NetApp-Endura                | Allemagne      | TNE  |
| RusVelo                      | Russie         | RVL  |
| Vini Fantini-Selle Italia    | Italie         | VIN  |

## Étapes
| Étape      | Date     | Villes étapes                                    |  | Distance (km) | Vainqueur d’étape   | Leader du classement général |
| ---------- | -------- | ------------------------------------------------ |  | ------------- | ------------------- | ---------------------------- |
| 1rea étape | 16 avril | Lienz (AUT) – Lienz (AUT)                        |  | 128,5         | Maxime Bouet        | Maxime Bouet                 |
| 1reb étape | 16 avril | Lienz (AUT) – Lienz (AUT)                        |  | 14,1          | Sky                 | Josef Černý                  |
| 2e étape   | 17 avril | Sillian (AUT) – Vetriolo Terme                   |  | 224,8         | Kanstantsin Siutsou | Maxime Bouet                 |
| 3e étape   | 18 avril | Pergine Valsugana – Condino (Valle delle Chiese) |  | 176,1         | Ivan Santaromita    | Maxime Bouet                 |
| 4e étape   | 19 avril | Arco – Sega di Ala                               |  | 166,8         | Vincenzo Nibali     | Vincenzo Nibali              |

## Déroulement de la course

### 1rea étape
|    | Coureur                    | Équipe                      |    | Temps           |
| -- | -------------------------- | --------------------------- | -- | --------------- |
| 1  | Maxime Bouet               | AG2R La Mondiale            | en | 2 h 48 min 59 s |
| 2  | Josef Černý                | CCC Polsat Polkowice        | +  | 0 s             |
| 3  | Michael Rodríguez          | Colombia                    |    | 0 s             |
| 4  | Nicola Dal Santo           | Ceramica Flaminia-Fondriest |    | 39 s            |
| 5  | Josué Moyano               | Caja Rural-Seguros RGA      |    | 39 s            |
| 6  | Pavel Kochetkov            | RusVelo                     |    | 39 s            |
| 7  | Jacques Janse van Rensburg | MTN-Qhubeka                 |    | 41 s            |
| 8  | Xu Gang                    | Champion System             |    | 1 min 11 s      |
| 9  | Enrico Battaglin           | Bardiani Valvole-CSF Inox   |    | 6 min 51 s      |
| 10 | Leonardo Duque             | Colombia                    |    | 6 min 51 s      |

|    | Coureur                    | Équipe                      |    | Temps           |
| -- | -------------------------- | --------------------------- | -- | --------------- |
| 1  | Maxime Bouet               | AG2R La Mondiale            | en | 2 h 48 min 53 s |
| 2  | Josef Černý                | CCC Polsat Polkowice        | +  | 2 s             |
| 3  | Michael Rodríguez          | Colombia                    |    | 4 s             |
| 4  | Nicola Dal Santo           | Ceramica Flaminia-Fondriest |    | 45 s            |
| 5  | Josué Moyano               | Caja Rural-Seguros RGA      |    | 45 s            |
| 6  | Pavel Kochetkov            | RusVelo                     |    | 45 s            |
| 7  | Jacques Janse van Rensburg | MTN-Qhubeka                 |    | 47 s            |
| 8  | Xu Gang                    | Champion System             |    | 1 min 17 s      |
| 9  | Enrico Battaglin           | Bardiani Valvole-CSF Inox   |    | 6 min 57 s      |
| 10 | Leonardo Duque             | Colombia                    |    | 6 min 57 s      |

### 1reb étape
|    | Équipe                       | Pays        |    | Temps       |
| -- | ---------------------------- | ----------- | -- | ----------- |
| 1  | Sky                          | Royaume-Uni | en | 15 min 20 s |
| 2  | Astana                       | Kazakhstan  | +  | 13 s        |
| 3  | Lampre-Merida                | Italie      |    | 16 s        |
| 4  | NetApp-Endura                | Allemagne   |    | 24 s        |
| 5  | Europcar                     | France      |    | 35 s        |
| 6  | Bardiani Valvole-CSF Inox    | Italie      |    | 35 s        |
| 7  | Vini Fantini-Selle Italia    | Italie      |    | 39 s        |
| 8  | Androni Giocattoli-Venezuela | Italie      |    | 44 s        |
| 9  | BMC Racing                   | États-Unis  |    | 49 s        |
| 10 | Cannondale                   | Italie      |    | 49 s        |

|    | Coureur                    | Équipe                      |    | Temps           |
| -- | -------------------------- | --------------------------- | -- | --------------- |
| 1  | Josef Černý                | CCC Polsat Polkowice        | en | 3 h 05 min 07 s |
| 2  | Maxime Bouet               | AG2R La Mondiale            | +  | 11 s            |
| 3  | Michael Rodríguez          | Colombia                    |    | 16 s            |
| 4  | Jacques Janse van Rensburg | MTN-Qhubeka                 |    | 44 s            |
| 5  | Pavel Kochetkov            | RusVelo                     |    | 49 s            |
| 6  | Josué Moyano               | Caja Rural-Seguros RGA      |    | 50 s            |
| 7  | Nicola Dal Santo           | Ceramica Flaminia-Fondriest |    | 50 s            |
| 8  | Xu Gang                    | Champion System             |    | 2 min 05 s      |
| 9  | Peter Kennaugh             | Sky                         |    | 6 min 03 s      |
| 10 | Christian Knees            | Sky                         |    | 6 min 03 s      |

### 2eétape
|    | Coureur             | Équipe                    |    | Temps           |
| -- | ------------------- | ------------------------- | -- | --------------- |
| 1  | Kanstantsin Siutsou | Sky                       | en | 5 h 48 min 07 s |
| 2  | Mauro Santambrogio  | Vini Fantini-Selle Italia | +  | 4 s             |
| 3  | Vincenzo Nibali     | Astana                    |    | 19 s            |
| 4  | Bradley Wiggins     | Sky                       |    | 19 s            |
| 5  | Domenico Pozzovivo  | AG2R La Mondiale          |    | 28 s            |
| 6  | Stefano Pirazzi     | Bardiani Valvole-CSF Inox |    | 34 s            |
| 7  | Fabio Aru           | Astana                    |    | 37 s            |
| 8  | Aleksandr Dyachenko | Astana                    |    | 38 s            |
| 9  | Pierre Rolland      | Europcar                  |    | 45 s            |
| 10 | Cadel Evans         | BMC Racing                |    | 45 s            |

|    | Coureur             | Équipe                    |    | Temps           |
| -- | ------------------- | ------------------------- | -- | --------------- |
| 1  | Maxime Bouet        | AG2R La Mondiale          | en | 8 h 55 min 48 s |
| 2  | Kanstantsin Siutsou | Sky                       | +  | 3 min 19 s      |
| 3  | Pavel Kochetkov     | RusVelo                   |    | 3 min 35 s      |
| 4  | Bradley Wiggins     | Sky                       |    | 3 min 48 s      |
| 5  | Vincenzo Nibali     | Astana                    |    | 3 min 57 s      |
| 6  | Michael Rodríguez   | Colombia                  |    | 4 min 02 s      |
| 7  | Mauro Santambrogio  | Vini Fantini-Selle Italia |    | 4 min 06 s      |
| 8  | Fabio Aru           | Astana                    |    | 4 min 19 s      |
| 9  | Aleksandr Dyachenko | Astana                    |    | 4 min 20 s      |
| 10 | Stefano Pirazzi     | Bardiani Valvole-CSF Inox |    | 4 min 38 s      |

### 3eétape
|    | Coureur              | Équipe                       |    | Temps           |
| -- | -------------------- | ---------------------------- | -- | --------------- |
| 1  | Ivan Santaromita     | BMC Racing                   | en | 4 h 26 min 25 s |
| 2  | Paolo Tiralongo      | Astana                       | +  | 0 s             |
| 3  | Michele Scarponi     | Lampre-Merida                |    | 0 s             |
| 4  | Paolo Locatelli      | Bardiani Valvole-CSF Inox    |    | 34 s            |
| 5  | Cayetano Sarmiento   | Cannondale                   |    | 34 s            |
| 6  | Antonio Piedra       | Caja Rural-Seguros RGA       |    | 34 s            |
| 7  | Stefano Pirazzi      | Bardiani Valvole-CSF Inox    |    | 1 min 12 s      |
| 8  | Enrico Battaglin     | Bardiani Valvole-CSF Inox    |    | 1 min 23 s      |
| 9  | Emanuele Sella       | Androni Giocattoli-Venezuela |    | 1 min 23 s      |
| 10 | Miguel Ángel Rubiano | Androni Giocattoli-Venezuela |    | 1 min 23 s      |

|    | Coureur             | Équipe                    |    | Temps            |
| -- | ------------------- | ------------------------- | -- | ---------------- |
| 1  | Maxime Bouet        | AG2R La Mondiale          | en | 13 h 23 min 36 s |
| 2  | Kanstantsin Siutsou | Sky                       | +  | 3 min 19 s       |
| 3  | Bradley Wiggins     | Sky                       |    | 3 min 48 s       |
| 4  | Vincenzo Nibali     | Astana                    |    | 3 min 57 s       |
| 5  | Mauro Santambrogio  | Vini Fantini-Selle Italia |    | 4 min 06 s       |
| 6  | Fabio Aru           | Astana                    |    | 4 min 19 s       |
| 7  | Aleksandr Dyachenko | Astana                    |    | 4 min 20 s       |
| 8  | Stefano Pirazzi     | Bardiani Valvole-CSF Inox |    | 4 min 27 s       |
| 9  | Pierre Rolland      | Europcar                  |    | 4 min 49 s       |
| 10 | Przemysław Niemiec  | Lampre-Merida             |    | 4 min 52 s       |

### 4eétape
|    | Coureur            | Équipe                    |    | Temps           |
| -- | ------------------ | ------------------------- | -- | --------------- |
| 1  | Vincenzo Nibali    | Astana                    | en | 4 h 21 min 48 s |
| 2  | Mauro Santambrogio | Vini Fantini-Selle Italia | +  | 8 s             |
| 3  | Przemysław Niemiec | Lampre-Merida             |    | 44 s            |
| 4  | Fabio Aru          | Astana                    |    | 44 s            |
| 5  | Cadel Evans        | BMC Racing                |    | 1 min 02 s      |
| 6  | Paolo Locatelli    | Bardiani Valvole-CSF Inox |    | 1 min 10 s      |
| 7  | Stefano Pirazzi    | Bardiani Valvole-CSF Inox |    | 1 min 35 s      |
| 8  | Marcos García      | Caja Rural-Seguros RGA    |    | 1 min 37 s      |
| 9  | Bradley Wiggins    | Sky                       |    | 1 min 39 s      |
| 10 | Pierre Rolland     | Europcar                  |    | 2 min 20 s      |

|    | Coureur            | Équipe                    |    | Temps            |
| -- | ------------------ | ------------------------- | -- | ---------------- |
| 1  | Vincenzo Nibali    | Astana                    | en | 17 h 49 min 11 s |
| 2  | Mauro Santambrogio | Vini Fantini-Selle Italia | +  | 21 s             |
| 3  | Maxime Bouet       | AG2R La Mondiale          |    | 55 s             |
| 4  | Fabio Aru          | Astana                    |    | 1 min 16 s       |
| 5  | Bradley Wiggins    | Sky                       |    | 1 min 40 s       |
| 6  | Przemysław Niemiec | Lampre-Merida             |    | 1 min 45 s       |
| 7  | Stefano Pirazzi    | Bardiani Valvole-CSF Inox |    | 2 min 15 s       |
| 8  | Cadel Evans        | BMC Racing                |    | 2 min 18 s       |
| 9  | Paolo Locatelli    | Bardiani Valvole-CSF Inox |    | 3 min 05 s       |
| 10 | Pierre Rolland     | Europcar                  |    | 3 min 22 s       |

## Classements finals

### Classement général
|    | Cycliste           | Pays        | Équipe                    |    | Temps            |
| -- | ------------------ | ----------- | ------------------------- | -- | ---------------- |
| 1  | Vincenzo Nibali    | Italie      | Astana                    | en | 17 h 49 min 11 s |
| 2  | Mauro Santambrogio | Italie      | Vini Fantini-Selle Italia | +  | 21 s             |
| 3  | Maxime Bouet       | France      | AG2R La Mondiale          |    | 55 s             |
| 4  | Fabio Aru          | Italie      | Astana                    |    | 1 min 16 s       |
| 5  | Bradley Wiggins    | Royaume-Uni | Sky                       |    | 1 min 40 s       |
| 6  | Przemysław Niemiec | Pologne     | Lampre-Merida             |    | 1 min 45 s       |
| 7  | Stefano Pirazzi    | Italie      | Bardiani Valvole-CSF Inox |    | 2 min 15 s       |
| 8  | Cadel Evans        | Australie   | BMC Racing                |    | 2 min 18 s       |
| 9  | Paolo Locatelli    | Italie      | Bardiani Valvole-CSF Inox |    | 3 min 05 s       |
| 10 | Pierre Rolland     | France      | Europcar                  |    | 3 min 22 s       |

### Classements annexes
|   | Cycliste           | Équipe                    | Points |
| - | ------------------ | ------------------------- | ------ |
| 1 | Vincenzo Nibali    | Astana                    | 16     |
| 2 | Mauro Santambrogio | Vini Fantini-Selle Italia | 16     |
| 3 | Michele Scarponi   | Lampre-Merida             | 9      |

|   | Cycliste           | Équipe     | Points |
| - | ------------------ | ---------- | ------ |
| 1 | Jarlinson Pantano  | Colombia   | 6      |
| 2 | Cayetano Sarmiento | Cannondale | 6      |
| 3 | Pavel Kochetkov    | RusVelo    | 6      |

|   | Cycliste        | Équipe                       |    | Temps            |
| - | --------------- | ---------------------------- | -- | ---------------- |
| 1 | Fabio Aru       | Astana                       | en | 17 h 50 min 27 s |
| 2 | Paolo Locatelli | Bardiani Valvole-CSF Inox    | +  | 1 min 49 s       |
| 3 | Diego Rosa      | Androni Giocattoli-Venezuela |    | 3 min 44 s       |

|   | Équipe                       | Pays       |    | Temps            |
| - | ---------------------------- | ---------- | -- | ---------------- |
| 1 | Astana                       | Kazakhstan | en | 53 h 00 min 56 s |
| 2 | Caja Rural-Seguros RGA       | Espagne    | +  | 6 min 02 s       |
| 3 | Androni Giocattoli-Venezuela | Italie     |    | 16 min 25 s      |

## Évolution des classements
| Étape              | Vainqueur           | Classement général | Classement du meilleur grimpeur | Classement des sprints | Classement du meilleur jeune | Classement par équipes | Coureur le plus combatif |
| ------------------ | ------------------- | ------------------ | ------------------------------- | ---------------------- | ---------------------------- | ---------------------- | ------------------------ |
| 1a                 | Maxime Bouet        | Maxime Bouet       | Michael Rodríguez               | Pavel Kochetkov        | Josef Černý                  | Colombia               | Xu Gang                  |
| 1b                 | Sky                 | Josef Černý        | Michael Rodríguez               | Pavel Kochetkov        | Josef Černý                  | CCC Polsat Polkowice   | Xu Gang                  |
| 2                  | Kanstantsin Siutsou | Maxime Bouet       | Kanstantsin Siutsou             | Pavel Kochetkov        | Michael Rodríguez            | Caja Rural-Seguros RGA | Xu Gang                  |
| 3                  | Ivan Santaromita    | Maxime Bouet       | Michele Scarponi                | Cayetano Sarmiento     | Fabio Aru                    | Astana                 | Paolo Tiralongo          |
| 4                  | Vincenzo Nibali     | Vincenzo Nibali    | Vincenzo Nibali                 | Jarlinson Pantano      | Fabio Aru                    | Astana                 | Przemysław Niemiec       |
| Classements finals | Classements finals  | Vincenzo Nibali    | Vincenzo Nibali                 | Jarlinson Pantano      | Fabio Aru                    | Astana                 | Non décerné              |

## Liste des participants
- Liste de départ complète